# هربرت استندینگ
هربرت استندینگ (انگلیسی: Herbert Standing؛ ۱۳ نوامبر ۱۸۴۶ – ۵ دسامبر ۱۹۲۳ (۷۷ سال)) بازیگر اهل بریتانیا بود.

## فیلم‌شناسی
- جین (۱۹۱۵)
- نفاق (۱۹۱۵)
- دیوید گریک (۱۹۱۶)
- دیوی کراکت (۱۹۱۶)
- دام (۱۹۲۲)
- چهارراه‌های نیویورک (۱۹۲۲)
- قطار باری سریع‌السیر (۱۹۲۲)